# Gens Grania
Die Gens Grania (deutsch Granier, lateinischer Plural Granii) waren eine Plebejerfamilie (gens) der späten Römischen Republik und der frühen Kaiserzeit. Sie trugen den Gentilnamen Granius.
Die Familie trat insbesondere im späten 2. und im 1. Jahrhundert v. Chr. in Puteoli hervor, wo sich etliche Grabschriften von Granii erhalten haben. Auch auf Delos wurden Inschriften von im frühen 1. Jahrhundert v. Chr. lebenden Granii gefunden. Einige Mitglieder sind als angesehene Kaufleute bekannt; manche stiegen zur Zeit der Republik in den Rang eines Senators sowie in der Kaiserzeit zu hohen militärischen Posten und Verwaltungsämtern in den römischen Provinzen auf. Kein Vertreter der Granii erreichte aber jemals das Konsulat.

## Politische Persönlichkeiten
- Quintus Granius, war ein berufsmäßiger Ausrufer (Praeco), der durch witzige Bemerkungen und schlagfertige Antworten bekannt wurde (spätes 2. und frühes 1. Jahrhundert v. Chr.)
- Gnaeus Granius und Quintus Granius flohen 88 v. Chr. als geächtete Anhänger des Marius aus Rom; einer von ihnen wird als Fluchtbegleiter des Marius bis Afrika erwähnt
- Granius, 78 v. Chr. Duumvir von Puteoli, verursachte den Tod Sullas
- Publius Granius, trat 70 v. Chr. als Zeuge gegen den sizilischen Statthalter Gaius Verres auf
- Aulus Granius, fiel 48 v. Chr. als Parteigänger Caesars bei Dyrrhachion
- Granius Petro, fiel etwa 47 v. Chr. als designierter Quästor Caesars den Pompeianern in die Hände und beging Selbstmord
- Marcus Granius Marcellus, 14/15 n. Chr. Prokonsul von Bithynien, wegen Majestätsverletzung und Gelderpressung angeklagt
- Quintus Granius, 24 n. Chr. Ankläger des Lucius Calpurnius Piso, der 1 v. Chr. Konsul gewesen war
- Granius Marcianus, beging Selbstmord, als er 35 n. Chr. wegen Majestätsbeleidigung angeklagt wurde
- Lucius Granius Castus, römischer Suffektkonsul 142

## Literarische Persönlichkeiten
- Granius Flaccus, Antiquar und Autor sakralrechtlicher Werke im 1. Jahrhundert v. Chr.
- Granius Licinianus, Geschichtsschreiber und Antiquar in der Mitte des 2. Jahrhunderts n. Chr.
- Granius (Mediziner), medizinischer Quellenschriftsteller des 28. Buches der Naturalis historia Plinius’ des Älteren

## Weitere Personen
- Nicolaus Andreae Granius (um 1569–1631), schwedischer Gelehrter